# Moschea Goharshad
La Moschea Goharshad (in persiano مسجد گوهرشاد‎) è un'antica moschea a Mashhad della provincia del Razavi Khorasan, in Iran, che ora funge da una delle sale di preghiera all'interno del santuario dell'Imam Reza.

## Storia
Fu costruita per ordine dell'imperatrice Goharshad, moglie del sultano Shah Rukh della dinastia dei Timuridi nel 1418 L'architetto dell'edificio era Qavam al-Din Shirazi, che è realizzatore di tanti grandi edifici di Shah Rukh, con la manodopera architettonica e decorativa fornita dalle città di Shiraz e Isfahan.
La moschea ha subito alcuni rinnovamenti durante le ere Safavide e Qajar. La sua cupola a doppio strato fu seriamente danneggiata nel 1911 dai bombardamenti delle truppe zariste dell'Impero russo.
Negli anni trenta del Novecento la cupola fu ricostruita in cemento armato e gli interni vennero restaurati secondo il progetto originale. Per alcuni anni, a partire dalla fine degli anni trenta, il santuario restò accessibile anche ai non musulmani. Tuttavia, questo periodo di tolleranza ebbe breve durata e ciò non consentì un'appropriata documentazione fotografica del monumento.

## Stile
La gamma completa di colori include un blu cobalto dominante e il turchese, il bianco, un verde trasparente, il giallo, lo zafferano, il melanzana e il nero lucido - toni tutti che oscillano attraverso diverse sfumature. I modelli lucidi e vigorosi, sono abilmente adattati al loro ruolo decorativo, sia per gli occhielli, sia per gli ornamenti a cupola destinati ad essere visibili a migliaia di piedi di altezza. 
La monotonia, difficile da evitare in un'area così ampia, e una complessità distraente che potrebbe competere con le forme architettoniche essenziali sono entrambe evitate.
Ciò è ottenuto dalla forza espressiva dei motivi floreali in faience e dagli schemi geometrici del mattone; dal ritmo enfatico delle arcate, gallerie aperte e profondi recessi; e soprattutto dal contrasto degli iwan.»
(Arthur Pope, Persian Architecture: The Triumph of Form and Color)
Il cortile esterno è lungo 40 m e largo 35 m. Alla sua estremità meridionale l'iwan centrale è fiancheggiato da minareti le cui fondamenta si trovano a livello del suolo, e non sulla sommità dell'iwan.
Il secondo piano presenta arcate cieche. Al di sopra di esso si trova un piano alto circa 2 m che presenta numerose nicchie poco profonde e che costituisce di fatto una falsa facciata. Ciò permette alla cupola di essere visibile solo dall'estremità nord, data la notevole elevazione del piano. La scelta di far erigere i minareti a livello del suolo fu un'idea introdotta dall'architetto Qavam al-Din Shirazi, mentre il concetto della falsa facciata era già ben consolidato.
La cupola ha un diametro di 10 m e sormonta un parallelepipedo in mattoni. È decorata con mosaici in maiolica di colore blu scuro, azzurro e bianco.
Sulla facciata dell'iwan meridionale vi è un fregio con un'iscrizione in persiano ad opera del calligrafo Baysonqor, figlio di Goharshad. La scritta indica come 1418 la data di completamento della moschea, mentre un pannello separato recita: "Opera del povero, schiavo debole, colui che ha bisogno del favore di Allah il misericordioso, Qavam al-Din Shirazi al-tayyan'".

## Galleria d'immagini

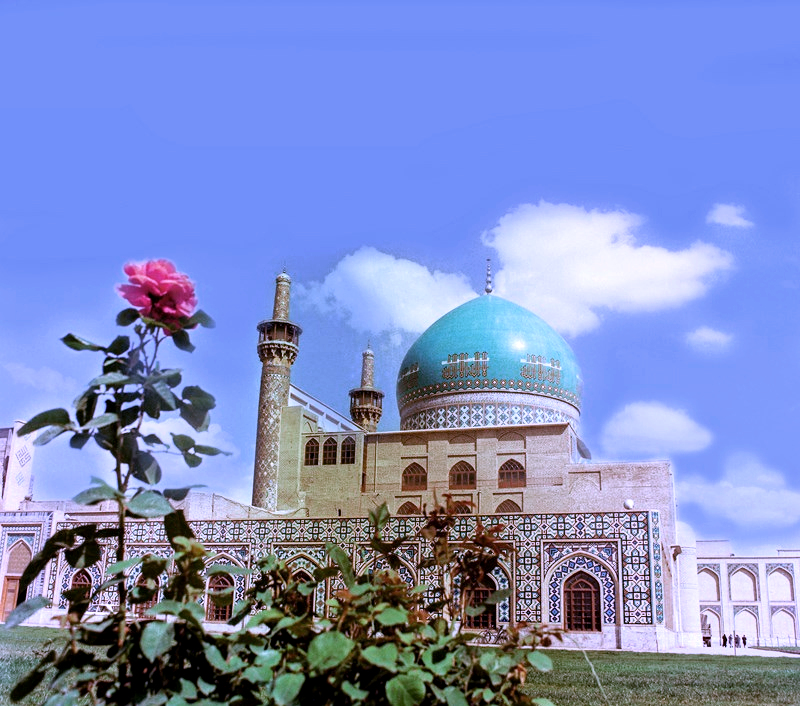
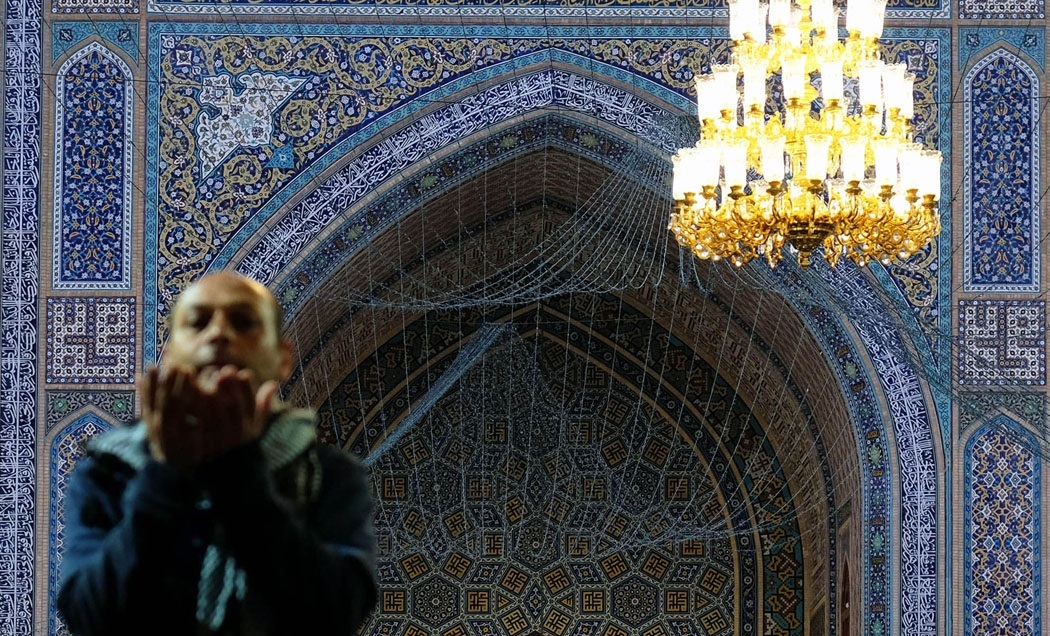
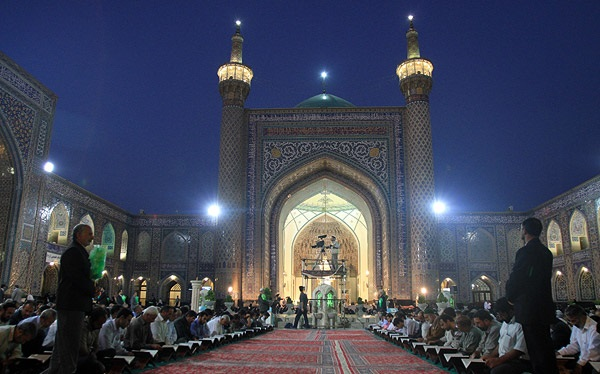
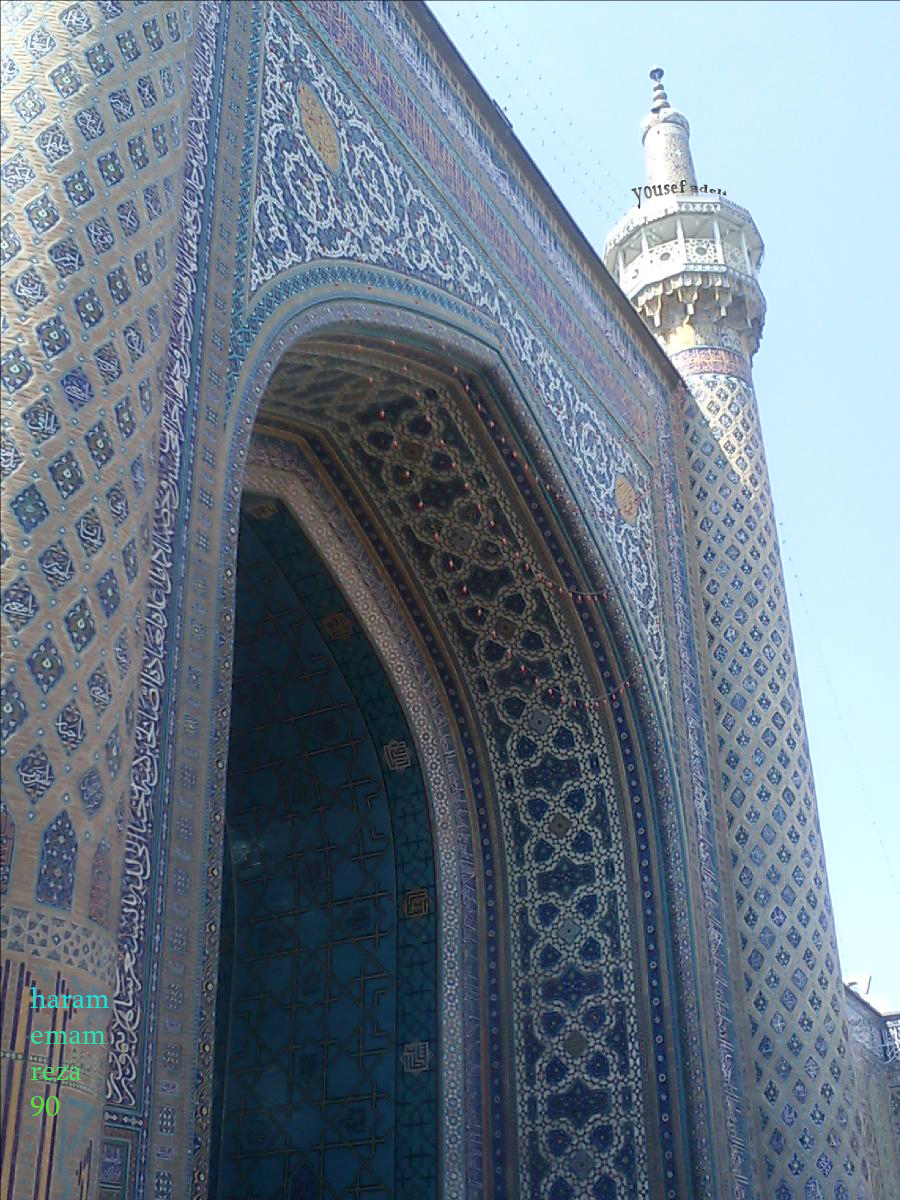